# Pomme & Oignon
 (octobre 2018).
Si vous disposez d'ouvrages ou d'articles de référence ou si vous connaissez des sites web de qualité traitant du thème abordé ici, merci de compléter l'article en donnant les références utiles à sa vérifiabilité et en les liant à la section « Notes et références ».
Pomme & Oignon (Apple & Onion) est une série d'animation américaine créée pour Cartoon Network. La série est créée par George Gendi, un ancien concepteur de storyboards sur Le Monde incroyable de Gumball et Sanjay et Craig, où il est aussi un producteur exécutif.
Contenant à l'origine 10 épisodes, Cartoon Network UK et Cartoon Network US diffusent la suite de la série près d'un an après, avec 29 épisodes supplémentaires pour la première saison (un quarantième épisode existe mais n'a jamais été diffusé). Une deuxième saison a été annoncée peu après.
En France, les rappeurs Bigflo et Oli doublent respectivement Oignon et Pomme dans la première saison. Ceux-ci sont remplacés dans la saison 2.
La série est diffusée depuis le 20 octobre 2018 sur Cartoon Network France,.

## Liste des épisodes
| Saison          | Saison        | Nb. d'épisodes | Nb. d'épisodes | Diffusion américaine | Diffusion américaine |
| Saison          | Saison        | Nb. d'épisodes | Nb. d'épisodes | Première diffusion   | Dernière diffusion   |
| --------------- | ------------- | -------------- | -------------- | -------------------- | -------------------- |
|                 | 1             | 39             | 10             | 23 février 2018      | 23 mars 2018         |
| 29              | 1             | 39             |                |                      |                      |
| 2 novembre 2019 | 1             | 39             | 11 avril 2020  |                      |                      |
|                 | 2             | 25             | 25             | 20 juillet 2020      | 18 décembre 2021     |
|                 | Mini-épisodes | 8              | 8              | 11 février 2018      | 7 avril 2018         |

### Saison 1 (2018–2020)
| No. de série | No. de saison | Titre                                              | Scénario et storyboard | Date de diffusion |
| --- | ------------- | -------------------------------------------------- | ---------------------- | ----------------- |
| 1 | 1             | Une nouvelle vie A New Life                        |                        | 23 février 2018   |
| Pomme et Oignon quittent leur famille à la campagne pour habiter en ville et se rencontrent pour la première fois. |               |                                                    |                        |                   |
| 2 | 2             | L’équipe parfaite The Perfect Team                 |                        | 23 février 2018   |
| Oignon est jaloux d'un chat que Pomme a recueilli, celui-ci va alors tenter de s'en débarrasser. |               |                                                    |                        |                   |
| 3 | 3             | Le voyage en ballon Tips                           |                        | 2 mars 2018       |
| Pomme et Oignon n'ont pas assez d'argent pour se payer un tour en mongolfière. Ils vont alors travailler dans la pizzeria de Pizza pour récolter un maximum de pourboires.                                                                                                |               |                                                    |                        |                   |
| 4 | 4             | Une belle journée pour Falafel Falafel's Fun Day   |                        | 2 mars 2018       |
| Falafel veut retourner auprès de sa famille qui lui manque. Pomme et Oignon vont tenter de le convaincre de rester. Leur plan va rapidement tourner au désastre... |               |                                                    |                        |                   |
| 5 | 5             | Pomme a des ennuis Apple's in Trouble              |                        | 9 mars 2018       |
| Pomme est menacé par un client en colère qui menace de le frapper le landemain. Vas-t-il réussir à éviter le combat ? |               |                                                    |                        |                   |
| 6 | 6             | Le tournoi 4 à 4 4 on 1                            |                        | 9 mars 2018       |
| Oignon perd tous ses moyens lorsqu'il joue au basketball en public, malgré son talent. Pomme va alors tenter par tous les moyens de lui faire surmonter sa peur. |               |                                                    |                        |                   |
| 7 | 7             | La première de Hot Dog Hotdog's Movie Premiere     |                        | 16 mars 2018      |
| Hot Dog est figurant dans le tout nouveau film "Robotot II". Pomme et Oignon, impatients d'aller voir leur ami dans le film, provoquent la colère de Nugget Poulet, vigile surveillant l'entrée. Ceux-ci vont alors détourner son attention afin d'entrer dans le cinéma. |               |                                                    |                        |                   |
| 8 | 8             | Lance bouteille Bottle Catch                       |                        | 16 mars 2018      |
| Alors qu'ils vendent des bouteilles d'eau, Pomme et Oignon jouent au "Lance bouteille", qui fait fureur auprès de la foule et fait vendre leur stock. Cependant, la joie s'arrête aussitôt lorsqu'un compétiteur sort une "meilleure" bouteille...                        |               |                                                    |                        |                   |
| 9 | 9             | Le voyage en bus de Pancake Pancake's Bus Tour     |                        | 23 mars 2018      |
| Pomme perd sa chaussure et veut faire un vœu devant les étoiles filantes avec Oignon pour la retrouver. Pour y aller, il embarquent dans le bus de Pancake, mais ceux-ci ne font pas bonne impression devant elle.                                                        |               |                                                    |                        |                   |
| 10 | 10            | La fête des voisins Block Party                    |                        | 23 mars 2018      |
| La préparation de la grande fête de Pomme et Oignon est interrompue par un canard les empêchant de rentrer chez eux. |               |                                                    |                        |                   |
| 11 | 11            | Pomme se concentre Apple's Focus                   |                        | 2 novembre 2019   |
| Pomme tente d'aider Oignon à devenir un grand pâtissier. |               |                                                    |                        |                   |
| 12 | 12            | Tite Nouille Lil' Noodle                           |                        | 2 novembre 2019   |
| Tite Nouille, le rappeur préféré de Pomme et Oignon, les a invité à figurer dans son nouveau clip. Cependant, un oisillon est né dans le cheveux d'Oignon et celui-ci va leur causer des problèmes.                                                                       |               |                                                    |                        |                   |
| 13 | 13            | Le Gyranoïde du futur Gyranoid of the Future       |                        | 2 novembre 2019   |
| Pomme et Oignon veulent monter dans le manège à sensation "le Gyranoïde du Futur" |               |                                                    |                        |                   |
| 14 | 14            | Rire obligatoire Fun Proof                         |                        | 2 novembre 2019   |
| Pomme et Oignon tentent de devenir les personnes les plus drôles de la semaine. |               |                                                    |                        |                   |
| 15 | 15            | La Baleine Croissant de Lune Whale Spotting        |                        | 9 novembre 2019   |
| Pomme et Oignon veulent rejoindre un club de marins pour observer une baleine rare. |               |                                                    |                        |                   |
| 16 | 16            | Vague de chaleur Heatwave                          |                        | 9 novembre 2019   |
| Lorsqu'une canicule touche la ville de Pomme & Oignon, c'est alors au deux héros de répandre la joie auprès de leurs amis. |               |                                                    |                        |                   |
| 17 | 17            | Pomme prend les rênes Apple's in Charge            |                        | 9 novembre 2019   |
| Pomme est nommé responsable au magasin "Le Beau Dollar". |               |                                                    |                        |                   |
| 18 | 18            | Le trampoline de Burger Burger's Trampoline        |                        | 9 novembre 2019   |
| Pomme et Oignon adorent jouer dans le trampoline de Burger. Ils vont alors trouver tous les moyens possibles pour y jouer sans que celui-ci ne le remarque. |               |                                                    |                        |                   |
| 19 | 19            | Mannequin et manager Baby Boi TP                   |                        | 16 novembre 2019  |
| Pomme doit se procurer une quantité illimitée de papier toilette pour terminer sa sculpture. |               |                                                    |                        |                   |
| 20 | 20            | Même pas drôle Not Funny                           |                        | 16 novembre 2019  |
| Alors que le demi-anniversaire de l'amitié de Pomme et Oignon arrive, Oignon devient ami avec Barbe à papa, ce qui va rendre Pomme jaloux. |               |                                                    |                        |                   |
| 21 | 21            | La vie sans Oignon Onionless                       |                        | 23 novembre 2019  |
| Oignon est parti pour un week-end. Pomme doit alors rester sans lui et s'occuper de la plante d'Oignon jusqu'à son retour. |               |                                                    |                        |                   |
| 22 | 22            | Le trouble-fête Party Popper                       |                        | 23 novembre 2019  |
| Le karaoké de Pomme et Oignon est dérangée par un trouble-fête. |               |                                                    |                        |                   |
| 23 | 23            | Affronte ta peur Face Your Fears                   |                        | 30 novembre 2019  |
| Pomme et Oignon sont enfermés dans une animalerie et affrontent leurs peurs pour en sortir. |               |                                                    |                        |                   |
| 24 | 24            | Une question de taille Apple's Short               |                        | 30 novembre 2019  |
| Pomme se sent petit et veut grandir afin de tomber amoureux. |               |                                                    |                        |                   |
| 25 | 25            | Restons positifs Positive Attitude Theory          |                        | 7 décembre 2019   |
| Pomme et Oignon font le travail de Falafel pour le convaincre de ne pas être grognon. |               |                                                    |                        |                   |
| 26 | 26            | Suis tes rêves ! Follow Your Dreams                |                        | 7 décembre 2019   |
| Pomme et Oignon doivent se trouver un rêve à poursuivre mais que leur vie prenne un sens. |               |                                                    |                        |                   |
| 27 | 27            | Saucisses et Crash Bonbons Sausage & Sweetie Smash |                        | 11 janvier 2020   |
| Pomme et Oignon doivent surmonter leurs addictions aux saucisses et aux jeux vidéos. |               |                                                    |                        |                   |
| 28 | 28            | Fruit de Mer exagère Selfish Sellfish              |                        | 18 janvier 2020   |
| Pomme et Oignon doivent prouver qu'ils ne sont pas égoïste quand ils font de bonnes actions. |               |                                                    |                        |                   |
| 29 | 29            | La formule de Pomme Apple's Formula                |                        | 25 janvier 2020   |
| Pomme doit mettre son humour en équation pour obtenir un rôle comique. |               |                                                    |                        |                   |
| 30 | 30            | La rivière d’or River of Gold                      |                        | 1er février 2020  |
| Dans un musée, pomme et Oignon sont fascinés par un livre. Mais le gardien refuse de les laisser le lire. Nos compères vont devoir inventer mille ruses pour connaître la fin de l'histoire.                                                                              |               |                                                    |                        |                   |
| 31 | 31            | La Poméoni Appleoni                                |                        | 8 février 2020    |
| Pomme et Oignon inventent une nouvelle danse, mais Burger la présente et son nom à la télévision et s'en attribue tout le mérite. |               |                                                    |                        |                   |
| 32 | 32            | Erreur judiciaire Falafel's in Jail                |                        | 22 février 2020   |
| Falafel est accusé d'avoir volé des casques audio et emprisonné. Pomme et Oignon vont tout faire pour prouver son innocence. |               |                                                    |                        |                   |
| 33 | 33            | Le voleur d’instruments The Music Store Thief      |                        | 29 février 2020   |
| Un voleur particulièrement rusé sévit dans le magasin d'instruments de musique préféré de Pomme et Oignon. Les deux compères vont tout faire pour le démasquer. |               |                                                    |                        |                   |
| 34 | 34            | La mouche The Fly                                  |                        | 7 mars 2020       |
| Les sculptures en détritus de Pomme attirent des milliers de mouches. Falafel avec les deux compères et demeure de se débarrasser des ordures et des mouches ou de quitter l'immeuble. Mais une mouche et privé semble bien décidée à rester.                             |               |                                                    |                        |                   |
| 35 | 35            | L’eau du dragon Dragonhead                         |                        | 14 mars 2020      |
| Pomme et Oignon créent un parking clandestin pour récolter de l'argent. |               |                                                    |                        |                   |
| 36 | 36            | La quête de la force Pulling Your Weight           |                        | 21 mars 2020      |
| Pomme et Oignon se prennent de passion pour la musculation, mais ils finissent par négliger leurs amis. Ils vont devoir apprendre que la force physique n'est pas tout dans la vie.                                                                                       |               |                                                    |                        |                   |
| 37 | 37            | Une pomme pourrie Rotten Apple                     |                        | 28 mars 2020      |
| Oignon doit partir skieur avec son papa et aimerait que son ami Pomme les accompagne. Mais pour cela, il faut que Pomme fasse bonne impression et ce n'est pas gagné d'avance.                                                                                            |               |                                                    |                        |                   |
| 38 | 38            | L’entre-deux The Inbetween                         |                        | 4 avril 2020      |
| Pomme et Oignon se retrouvent perdus dans un lieu étrange, entre les étages de leur immeuble. Ils y rencontrent Chip, qui y est enfermé depuis bien longtemps et cherche désespérément des amis.                                                                          |               |                                                    |                        |                   |
| 39 | 39            | Le jour du scrutin Election Day                    |                        | 11 avril 2020     |
| Pomme décide de se présenter aux élections. Mais il va apprendre à ses dépens que le mensonge est l'arme la plus usitée des campagnes électorales. |               |                                                    |                        |                   |

### Saison 2 (2020-2021)
| No. de série | No. de saison | Titre                                                   | Scénario et storyboard | Date de diffusion |
| --- | ------------- | ------------------------------------------------------- | ---------------------- | ----------------- |
| 1 | 40            | Le champion Champion                                    |                        | 20 juillet 2020   |
| Pomme et Oignon doivent se débarrasser d'un chien destructeur qu'ils prenaient pour un cheval. |               |                                                         |                        |                   |
| 2 | 41            | La passion de Falafel Falafel's Passion                 |                        | 21 juillet 2020   |
| Pomme et Oignon doivent empêcher Falafel de se ridiculiser sur une chaîne de télévision. |               |                                                         |                        |                   |
| 3 | 42            | Un trou dans le toit Hole in Roof                       |                        | 22 juillet 2020   |
| Pomme et Oignon doivent réparer un trou dans leur toit pour s'abriter de la tempête du siècle. |               |                                                         |                        |                   |
| 4 | 43            | La loi de Patty Patty's Law                             |                        | 23 juillet 2020   |
| Pomme et Oignon doivent veiller sur Falafel, malade, pour pouvoir aller faire du parachute ascensionnel. |               |                                                         |                        |                   |
| 5 | 44            | Le dévoreur The Eater                                   |                        | 12 octobre 2020   |
| Pomme et Oignon doivent combattre un monstre dans un univers parallèle pour pouvoir rentrer chez eux. |               |                                                         |                        |                   |
| 6 | 45            | Les banquettes de Pomme et Oignon Apple & Onion's Booth |                        | 13 octobre 2020   |
| Pomme et Oignon doivent sauver leur banquettes préférées au resto de Pizza d'un magnat du pétrole. |               |                                                         |                        |                   |
| 7 | 46            | Ferekh                                                  |                        | 14 octobre 2020   |
| Pomme et Oignon doivent empêcher des scientifiques de se livrer à des expériences sur le poulet bien-aimé de Falafel. |               |                                                         |                        |                   |
| 8 | 47            | Une tape royale Pat on the Head                         |                        | 15 octobre 2020   |
| Pomme doit sortir Oignon d'une transe hypnotique afin qu'il puisse cuisiner pour une invitée de marque. |               |                                                         |                        |                   |
| 9 | 48            | La gloire de Falafel Falafel's Glory                    |                        | 16 octobre 2020   |
| Pomme et Oignon doivent remporter une soirée quiz pour manger une boulette de viande géante. |               |                                                         |                        |                   |
| 10 | 49            | L’esprit de Noël Christmas Spirit                       |                        | 5 décembre 2020   |
| Pomme et Oignon rivalisent avec Chicken Nugget pour gagner de l'argent à Noël tout en travaillant comme pères Noël du centre commercial. |               |                                                         |                        |                   |
| 11 | 50            | Burger change de vie Slobbery                           |                        | 18 décembre 2021  |
| Pomme et Oignon doivent débarrasser Burger de son colocataire pour qu'il puisse les aider. |               |                                                         |                        |                   |
| 12 | 51            | Les V.I.P Microwave's Dance Club                        |                        | 18 décembre 2021  |
| Pomme et Oignon ont besoin de plus de place dans une boîte de nuit pour pouvoir danser à l'aise. |               |                                                         |                        |                   |
| 13 | 52            | Travailler n'est pas jouer All Work and No Play         |                        | 18 décembre 2020  |
| La valeur du travail acharné est réalisée lorsque Pomme et Oignon obtiennent une piste de course coûteuse. |               |                                                         |                        |                   |
| 14 | 53            | Les chaussures drones Drone Shoes                       |                        | 18 décembre 2021  |
| Pomme et Oignon doivent trouver une alimentation électrique assez puissante pour leurs nouveaux drones. |               |                                                         |                        |                   |
| 15 | 54            | Marcher au plafond Walking on the Ceiling               |                        | 12 avril 2021     |
| Pomme et Oignon doivent descendre de leur position au plafond d'un pont. |               |                                                         |                        |                   |
| 16 | 55            | À garder au frais Keep It Fresh                         |                        | 12 avril 2021     |
| Pomme et Oignon doivent réfrigérer un sandwich avant qu'il ne soit périmé. |               |                                                         |                        |                   |
| 17 | 56            | Le Singe Nocturne Panaméen Panamanian Night Monkey      |                        | 13 avril 2021     |
| Pomme et Oignon doivent devenir des zèbres pour voir leur singe préféré au zoo. |               |                                                         |                        |                   |
| 18 | 57            | Za                                                      |                        | 13 avril 2021     |
| Pour aider le restaurant de Pizza, Pomme et Oignon lui donne un relooking complet. |               |                                                         |                        |                   |
| 19 | 58            | Brocoli Broccoli                                        |                        | 14 avril 2021     |
| Pomme et Oignon doivent convaincre Sandwich de finir de remplacer le toit de leur immeuble pour qu'ils puissent reprendre le cours de leur vie. |               |                                                         |                        |                   |
| 20 | 59            | La journée des cousins Cousin's Day                     |                        | 14 avril 2021     |
| Pomme et Oignon doivent vendre beaucoup de tasses de la fête des cousins avant que Patty ne rentre de vacances. |               |                                                         |                        |                   |
| 21 | 60            | Rien ne nous arrêtera Nothing Can Stop Us               |                        | 15 avril 2021     |
| Pomme et Oignon doivent donner à Hot Dog sa toupée avant une audition importante. |               |                                                         |                        |                   |
| 22 | 61            | Beau travail Good Job                                   |                        | 15 avril 2021     |
| Pomme et Oignon doivent faire en sorte que les locataires de l'immeuble apprécient davantage Falafel. |               |                                                         |                        |                   |
| 23 | 62            | Un tube unique One Hit Wonder                           |                        | 16 avril 2021     |
| Pomme et Oignon doivent garder un couple ensemble pour pouvoir chanter leur nouvelle chanson d'amour au mariage du couple. |               |                                                         |                        |                   |
| 24 | 63            | Question de fierté A Matter of Pride                    |                        | 16 avril 2021     |
| Pomme et Oignon ont quitté leur emploi dégradant au Beau Dollar par fierté. |               |                                                         |                        |                   |
| 25 | 64            | Perchés Eyesore a Sunset                                |                        | 28 octobre 2021   |
| Lorsque Pomme reçoit une nouvelle affiche qu'Oignon trouve hideuse, il suggère de construire une cloison. |               |                                                         |                        |                   |
| 26 | 65            | Pour l'amour d'une reine For Queen and Country          |                        | 28 octobre 2021   |
| Le nouvel amour inattendu et impossible d'Oignon se traduit par un voyage en Angleterre. |               |                                                         |                        |                   |
| 27 | 66            | Petri                                                   |                        | 13 novembre 2021  |
| Pomme et Oignon doivent retourner à leur appartement pour refermer leur boîte de Petri. N.B : Cet épisode aurait dû être le 40ème et dernier épisode de la saison 1. Cependant, l'épisode montrant une situation à risque sanitaire, il fut décalé en raison du contexte de la pandémie de COVID-19. L'épisode est donc doublé par Bigflo et Oli bien qu'il fasse partie de la saison 2. |               |                                                         |                        |                   |
| 28 | 67            | La racaille Lowlifes                                    |                        | 13 novembre 2021  |
| Pomme et Oignon n'arrivent pas à être considérés par la société, et encore moins par Nugget Poulet, qui les voit comme des "racailles". |               |                                                         |                        |                   |
| 29 | 68            | Les clés de voiture de Falafel Falafel's Car Keys       |                        | 13 novembre 2021  |
| Pomme et Oignon sont considérés comme assez responsables pour que Falafel leur prête sa voiture. Tout ira très bien et pour en être sûrs, Pomme et Oignon vont s'exercer... |               |                                                         |                        |                   |
| 30 | 69            | Tout pour mes baskets Sneakerheads                      |                        | 20 novembre 2021  |
| Pomme et Oignon s'aventurent dans la jungle pour récupérer leurs chaussures avant que le maire Yonnaise ne les trouve en premier. |               |                                                         |                        |                   |
| 31 | 70            | Méchamment Riche Filthy Rich                            |                        | 20 novembre 2021  |
| Pomme et Oignon se demandent ce qu'il faut faire pour être vraiment heureux dans la vie. Ils décident donc de suivre les conseils de la télévision pour devenir méchamment riches. |               |                                                         |                        |                   |
| 32 | 71            | La saison des truffes Truffle Season                    |                        | 27 novembre 2021  |
| C'est la saison des truffes. Pomme et Oignon partent donc à la chasse aux truffes. Ils sont plus que motivés pour en trouver une et rien ni personne ne les empêcheront d'y goûter. |               |                                                         |                        |                   |
| 33 | 72            | Lambporcini                                             |                        | 27 novembre 2021  |
| Pomme et Onion sont très heureux de leurs nouveaux vêtements de marque assortis qu'ils ont achetés à un escroc connu. Tout se passait bien jusqu'à ce que Nugget Poulet les prenne pour ce qu'ils ne sont pas. |               |                                                         |                        |                   |
| 34 | 73            | Poulet Mariné Jerk Chicken                              |                        | 4 décembre 2021   |
| À la poursuite du rêve américain, Pomme et Oignon créent leur propre entreprise. Mais un client de mauvaise foi leur met des bâtons dans les roues. |               |                                                         |                        |                   |
| 35 | 74            | Cookies à volonté Open House Cookies                    |                        | 4 décembre 2021   |
| Lorsque Pilon de poulet décide de vendre sa maison, Pomme et Oignon se montrent vraiment très intéressés, ce qui n'a certainement rien à voir avec les délicieux cookies proposés à volonté. |               |                                                         |                        |                   |
| 36 | 75            | La Coupe du monde World Cup                             |                        | 7 décembre 2021   |
| Le moment est venu de se détendre dans les coûteux fauteuils de massage que Pomme et Oignon ont loués pour un mois. Mais c'est aussi le moment de la Coupe du monde de football, à laquelle participe l'Égypte, l'équipe de Falafel. |               |                                                         |                        |                   |
| 37 | 76            | T'en jettes ou on le jette World Cup                    |                        | 7 décembre 2021   |
| Pomme et Oignon sont sur le point d'emménager dans un luxueux appartement et de quitter à jamais leur cabane sur le toit. Il ne leur manque plus qu'une recommandation de leur ancien propriétaire : Falafel. |               |                                                         |                        |                   |

### Mini-épisodes (2018)
| No. | Titre                             | Date de diffusion |
| --- | --------------------------------- | ----------------- |
| 1 | L'ascenseur Lift                  | 11 février 2018   |
| Pomme & Oignon rendent la montée des étages en ascenseur un peu plus amusante.                                                                                            |                                   |                   |
| 2 | Pomme se pomponne Buff Up My Head | 11 mars 2018      |
| Il faut toujours être présentable pour sortir et Pomme est un expert en la matière !                                                                                      |                                   |                   |
| 3 | Rien d'autre Nothing Else         | 17 mars 2018      |
| Essayer d'inventer un jeu avec rien du tout, c'est compliqué... Pomme et Oignon en ont fait une chanson !                                                                 |                                   |                   |
| 4 | Au lit Sleep                      | 25 mars 2018      |
| C'est l'heure d'aller au lit, mais Pomme et Oignon chantent une dernière chanson avant de se coucher...                                                                   |                                   |                   |
| 5 | Vive l'eau Water                  | 1er avril 2018    |
| Partis d'une bonne intention Pomme et Oignon nous conseillent ne pas gaspiller l'eau, parce qu'elle est précieuse. Mais pourquoi il n'y a plus d'eau dans leur immeuble ? |                                   |                   |
| 6 | Alarme Car                        | 5 avril 2018      |
| Pomme et Oignon ont la faculté de faire n'importe quoi grâce à leurs chansons.                                                                                            |                                   |                   |
| 7 | Pizza Party                       | 6 avril 2018      |
| Tout le monde adore les pizzas party ! Quelle est ta pizza préférée ? |                                   |                   |
| 8 | Au revoir Goodbye                 | 7 avril 2018      |
| Avant de quitter "définitivement" leur appartement Pomme et Oignon tiennent à dire au revoir. En chanson bien sûr !                                                       |                                   |                   |

## Distribution
Dans sa version francophone, la série a bénéficié d'un doublage franco-belge avec, dans sa première saison, l'apparition notable de célébrités comme Bigflo et Oli, Kyan Khojandi ou encore Vianney, qui ont également participé à la promotion de la première saison sur Cartoon Network en France. Le doublage a été initialement été commandé, sans star-talent, en Belgique chez le studio SDI Media. Les voix du star-talent ont ensuite été enregisrées chez VF Productions, à Paris.
Pour la deuxième saison, le retour de Bigflo et Oli était prévu mais ces derniers ont abandonné leurs rôles en raison d'une pause médiatique d'un an et demi afin de se consacrer à leur futur album. Le doublage de la série a donc été continué en Belgique chez SDI, avec le retrait de l'intégralité du star-talent, excepté Kyan Khojandi (qui enregistrera cette fois-ci en Belgique). Les changements de voix avaient été annoncés en avance par la directrice artistique Julie Basecqz dans une interview avec le comédien Alessandro Bevilacqua.
| Personnages notables    | Personnages notables     | Personnages notables                                  |
| Personnages             | / Voix originales        | Voix francophones                                     |
| ----------------------- | ------------------------ | ----------------------------------------------------- |
| Pomme                   | George Gendi             | Olivio Ordonez (saison 1) Tim Philippe (saison 2)     |
| Oignon                  | Richard Ayoade           | Florian Ordonez (saison 1) Alexandre Dewez (saison 2) |
| Burger                  | Eugene Mirman            | Sofyan Boudouni (saison 1) Antoine Fleury (saison 2)  |
| Falafel                 | Sayed Badreya            | Kyan Khojandi                                         |
| Personnages secondaires |                          |                                                       |
| Tite Nouille            | Timothy DeLaGhetto       | Steven Jarny                                          |
| Beignet de crevette     | Danny Jacobs             | Sébastien Frit                                        |
| Pilon de poulet         | Roger Craig Smith        | Vianney Bureau                                        |
| Chat                    | Roger Craig Smith        | Walid Baali                                           |
| Verre d'eau             | Roger Craig Smith        | Walid Baali                                           |
| IceTea                  | Kevin Michael Richardson | Walid Baali                                           |

- Version française :
  - VF Productions (Paris)
  - SDI Media Belgique (Bruxelles)
- Direction artistique :
  - Cécile Villemagne (Paris)
  - Julie Basecqz (Bruxelles)
- Adaptation :
  - Sophie Servais
  - Nathalie Stas